# Álvaro d'Ors
Álvaro d'Ors y Pérez-Peix (Barcelona, 14 de abril de 1915-Pamplona, 1 de febrero de 2004) fue un jurista español, catedrático en varias universidades y uno de los romanistas más influyentes del siglo XX. Pensador tradicionalista, en política militó en el carlismo. Fue una destacada personalidad de la cultura en la segunda mitad del siglo XX, siendo académico de la Real Academia de Jurisprudencia y Legislación, de la Academia Portuguesa de Historia, del Instituto Arqueológico Alemán  y de la Academia de Legislación de Toulouse.

## Biografía

### Primeros años
Álvaro d'Ors nació en Barcelona el 14 de abril de 1915. Era el tercer hijo del matrimonio entre Eugenio d'Ors Rovira y María Pérez-Peix, escultora de profesión. Su madre se encargó de enseñarle a leer y escribir a los seis años de edad. De su padre heredó un temprano interés por la cultura clásica y por lograr una congruencia entre el pensamiento y la acción.
A causa de la actividad política del padre, que entonces era director general de Instrucción Pública de la Mancomunidad de Cataluña la familia se trasladó a Madrid en 1920. 

### Juventud y formación
En Madrid entró en el Instituto-Escuela, una iniciativa de la Institución Libre de Enseñanza, institución laica, abierta e intelectualmente muy exigente, que dejó en su trayectoria posterior una impronta indeleble. Comenzó los dos años de preparatorio en 1923, con ocho años, y entre 1925 y 1932 realizó el Bachillerato. En 1931 pasó el verano en Londres para perfeccionar su inglés. Sus visitas diarias al Museo Británico le reafirmaron en su afición a la cultura clásica.
Durante la Guerra civil española combatió como voluntario en el bando sublevado, integrándose en el Tercio de Requetés Burgos-Sangüesa -que formaba parte de las milicias carlitas-, al igual que su hermano Juan Pablo.
Ingresó en la universidad para estudiar filología clásica y derecho simultáneamente, como lo había hecho su padre. En 1939 obtuvo la licenciatura en Derecho en la Universidad de Madrid y asumió parte de la docencia de Derecho romano en la misma universidad bajo la guía del catedrático de la materia Ursicino Álvarez.
En esta época se dedicó a la traducción de textos latinos, tales como Defensa del poeta Arquias y el Pro Caecina de Cicerón. Su interés por la obra de este autor se pone de manifiesto en otras traducciones que hizo de sus obras posteriormente, como De legibus y De Res Publica. Tradujo también a Plinio el Joven (Panegírico de Trajano). Entre las fuentes jurídicas, realizó ediciones de las Instituciones de Gayo (1943), del Digesto -junto con otros colaboradores-, y de la Ley Irnitana en colaboración con su hijo Xavier d'Ors.
En 1940 se trasladó a Roma para ampliar sus estudios bajo la dirección de Emilio Albertario. Durante su estancia en Roma aprovechó para escribir la mayor parte de su tesis doctoral, que versó sobre la Constitutio Antoniniana. En 1941 obtuvo el doctorado en Derecho, con premio extraordinario, en la Universidad de Madrid después de defender su tesis de Derecho romano acerca de la Constitutio Antoniniana, sobre la base del Papiro Giessen 40, lo que le llevó a desarrollar los primeros estudios españoles sobre papirología, a dirigir las primeras tesis sobre esta materia (entre ellas, la de su discípulo Fernández Pomar sobre documentos matrimoniales del Egipto romano) y orientar su atención sobre la organización romana en provincias.

### Vida docente

#### Catedrático en la Universidad de Granada (1943-1945)
En 1943 ganó la cátedra de Derecho Romano en la Universidad de Granada, y dos años después, en el verano de 1945, se trasladó a la Universidad de Santiago de Compostela. Ese mismo año contrajo matrimonio con Palmira Lois, con quien tendría once hijos.

#### Catedrático en la Universidad de Santiago de Compostela (1945-1961)
En la Universidad de Santiago, d'Ors ejerció la docencia en Derecho Civil e Historia del Derecho. Estableció vías de colaboración con la Universidad de Coímbra, universidad en la que dictó cursos y seminarios de Derecho Romano e Historia del Derecho de forma regular. De aquí surgió su interés por las fuentes jurídicas visigóticas, publicando en 1960 un estudio sobre El Código de Eurico. En 1948 publicó la Introducción al estudio de los documentos del Egipto romano, un tratado sobre la importancia de los datos papirológicos de cara a una mejor configuración de la realidad jurídica romana. 
El 6 de junio de 1949 solicitó su admisión en el Opus Dei, como miembro supernumerario. Había conocido a Josemaría Escrivá en 1941 en Madrid, a través de Rafael Balbín de Lucas, catedrático de Literatura Española y amigo de D'Ors.
Desde la creación en 1953 del Instituto Jurídico Español (Roma) perteneciente al Consejo Superior de Investigaciones Científicas, y durante veinte años, desarrolló de forma acabada un proyecto destinado a fomentar la investigación jurídica de calidad.

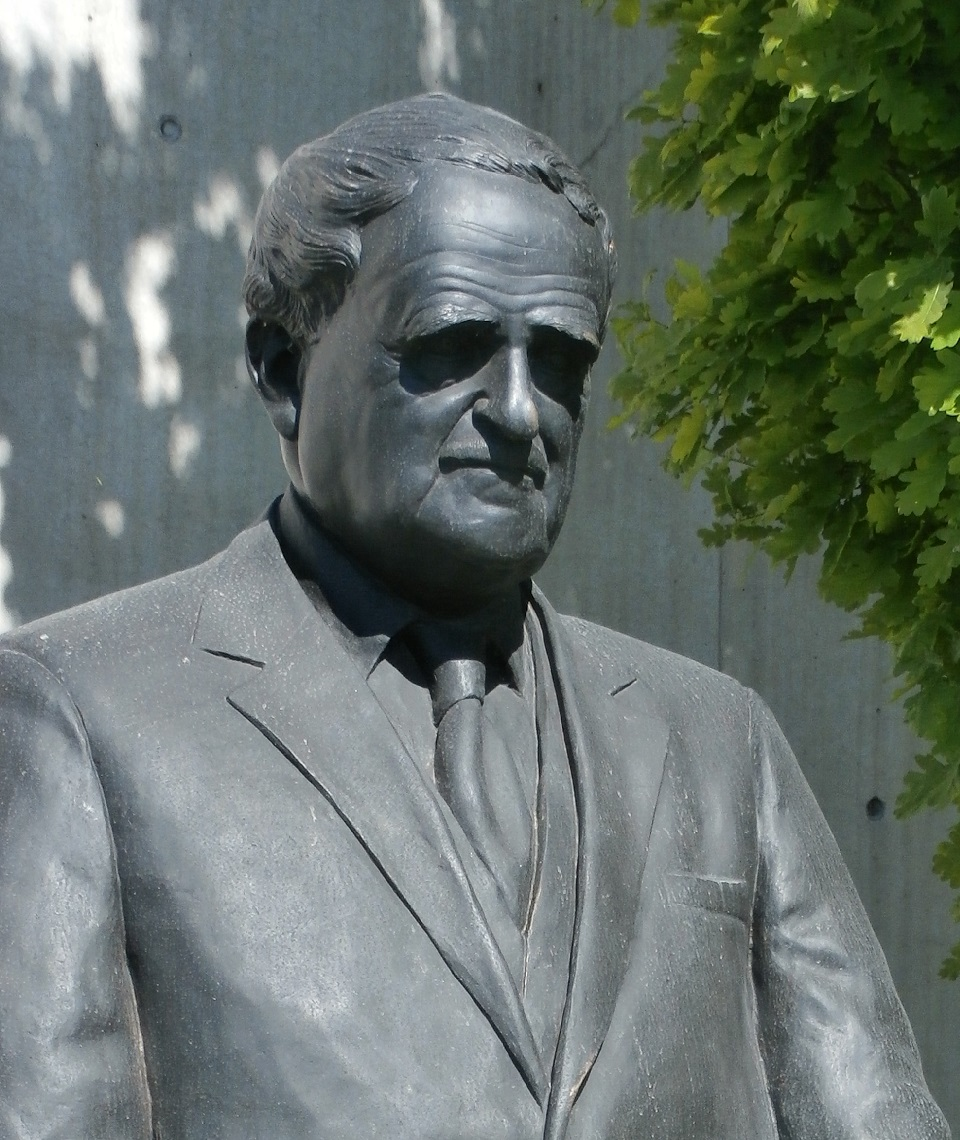
Busto de Álvaro d'Ors

#### Catedrático en la Universidad de Navarra (1961-1985)
En el curso académico 1961/62 se trasladó a la entonces incipiente Universidad de Navarra. Allí, además de impartir Derecho Romano en la facultad de Derecho, fue nombrado Bibliotecario General de la Biblioteca. Desde ese puesto, organizó las bibliotecas y contribuyó a la creación de la Escuela de Bibliotecarias. También desarrolló su labor docente en la Facultad de Derecho Canónico. Su contribución escrita al derecho canónico consistió en diversos artículos y en una obra de carácter general, Introducción civil al Derecho Canónico.
Desde 1981 hasta 2004 colaboró frecuentemente con numerosos artículos en la revista Verbo, fundada por Juan Vallet de Goytiosolo y Eugenio Vegas Latapié. 
Se jubiló oficialmente en la Universidad de Navarra en 1985, donde continuó su magisterio como profesor Emérito hasta 1993 y como profesor Honorario hasta 2004, año de su fallecimiento. Su discípulo Rafael Domingo le sucedió en la cátedra de Derecho romano en 1995.
D'Ors fue miembro ordinario del Deutsches Archäologisches Institut y miembro correspondiente de la Sociedad de Estudios Romanos, de la Real Academia Gallega, de la Academie de Législation de Toulouse, de la Academia Portuguesa de la Historia, del Instituto Lombardo de Milán, de la Société d'Histoire du Droit y de la Sociedad Argentina de Derecho Romano. También fue director del Istituto Giuridico Spagnolo de Roma.

### Militancia política
Pensador tradicionalista, desde su participación como requeté en la Guerra civil española militó en el carlismo. Pronunció discursos, escribió artículos, y participó en la formación de forma muy activa en los años 1950 y 1960 colaborando con la familia del príncipe-regente Javier de Borbón-Parma así como en los actos de Montejurra. Desde 1986 hasta su fallecimiento, fue miembro de la Comunión Tradicionalista Carlista, figurando como candidato a las elecciones europeas de 1994 por esta formación en el último lugar de la lista a modo testimonial.

### Fallecimiento
Álvaro d'Ors falleció el 1 de febrero de 2004 en Pamplona, a la edad de 88 años. Desde el año anterior, su salud se había visto notablemente mermada a causa de la muerte de su esposa, el 27 de enero de 2003.

## Obra y pensamiento
En Santiago de Compostela elaboró una idea que iba a atravesar toda su obra y su trabajo científico: la historia es historia de textos y no de hechos ("verba, non facta"), lo que le llevó a priorizar la reflexión y los documentos testimoniales de la historia. En esta tarea le fue de gran ayuda su dominio de las lenguas clásicas.
En la producción orsiana ocupan un importante puesto los trabajos epigráficos. En 1953 publicó la Epigrafía Jurídica de la España romana, trabajo en el que se estudian y editan críticamente todos los fragmentos epigráficos conocidos hasta aquel momento relativos a la organización jurídico-administrativa de la España romana.
En 1981, el descubrimiento de la ley Irnitana en las cercanías de Sevilla vino a culminar el ciclo de su interés por la epigrafía jurídica hispana. Durante años, se encargó de publicar la crónica epigráfica que la revista Studia et Documenta Historiae et Iuris. Son también muchos los artículos sobre epigrafía publicados en revistas epigráficas, filológicas o de historia antigua. También se debe a d'Ors la publicación del catálogo de las inscripciones de Galicia, así como la serie de artículos publicados entre 1960 y 1966 en Oretania, sobre el conjunto epigráfico del Museo de Linares. Además, contribuyó a la presencia internacional de la epigrafía española (entonces muy circunscrita a ámbitos locales) con su participación asidua en los Congresos Internacionales de Epigrafía entre 1953 y 1967, elaborando una crónica periódica titulada El progreso de la Epigrafía romana de Hispania.
Álvaro d'Ors se reconocía discípulo de Emilio Albertario, a quien frecuentó durante su periodo de formación en Italia en su época juvenil. Por exigencia de la normativa que en aquellos años regulaba el acceso a las cátedras universitarias, confeccionó una memoria pedagógica (publicada en 1943), donde se encuentran trazadas las que iban a ser sus principales líneas de investigación y sus concepciones metodológicas acerca del trabajo romanístico.
Su concepción del derecho romano puede articularse en torno a tres ejes fundamentales: los estudios de filosofía social, los estudios propiamente romanísticos, a los que pertenecen los que giran en torno a la palingenesia crítica y el sistema de acciones y, por último, los trabajos sobre historia y fuentes, destinados a acentuar el valor del estudio crítico de las fuentes, con singular acento sobre las fuentes epigráficas y papirológicas.
La concepción del derecho romano como sistema de acciones es en él una línea directriz de todo su pensamiento, de la que extrajo múltiples consecuencias para el trabajo romanístico.
En cuanto a la periodificación del derecho, situaba d'Ors el final de la época clásica en torno al 230 d. C., es decir, unos veinte años después del Edicto de Caracalla, en lugar de hacerlo a principios del siglo IV, como es usual. La razón de esto es su atención a los efectos que la "revolución" de Caracalla había producido en las instituciones jurídicas. Asimismo, retrotrae el inicio de la época clásica a finales del siglo II a. C., destacando la importancia de la época de Adriano para la historia jurídica.
La teoría del creditum, la determinación de la naturaleza del contractus y la crítica a la cuatripartición gayana de las obligaciones, fueron un núcleo de cuestiones que absorbió gran parte de la actividad científica de d'Ors a lo largo de muchos años.
La Filosofía social como eje de la producción orsiana se asienta en dos postulados fundamentales: la distinción entre autoridad y potestad y la reconducción del derecho, como "prudencia concreta y no como norma", a las mismas fuentes de autoridad en materia de juicios, es decir, los jueces. De tal punto de partida, se siguen en el pensamiento de d'Ors dos corolarios: la controvertida definición orsiana de "derecho es aquello que aprueban los jueces" y la defensa del pluralismo jurídico que los Derechos Forales manifiestan.
En lo que respecta a legislación universitaria, d'Ors redactó en 1953 una ponencia sobre Selección del profesorado y provisión de cátedras que tuvo nula influencia en el legislador español, pero que apuntaba propuestas de soluciones para algunos de inconvenientes con que la Universidad se iba a topar en años sucesivos, como el localismo, la insuficiencia de incentivos para el investigador, o la problemática designación de los tribunales de selección del profesorado. Años más tarde, en 1967, formó junto con otros profesores universitarios, por encargo del entonces ministro de Educación y Ciencia Manuel Lora Tamayo, una ponencia redactora de un Anteproyecto de Bases para la Reforma Universitaria, que tampoco cuajó en un texto legislativo.
Fue ponente y redactor, junto con otros juristas navarros, de la Compilación de Derecho Civil de Navarra, aún hoy un modelo para otras Compilaciones de derecho foral, que ha servido de base para la redacción de otros cuerpos similares en las distintas regiones autonómicas. Las aportaciones de d'Ors al derecho navarro fueron numerosas. Fue redactor del "Fuero Nuevo de Navarra", promulgado y declarado vigente por la ley 1/1973 de 1 de marzo. También participó en el Proyecto de bases para un "Fuero público navarro", que no llegó a ser promulgado, sino que sería sustituido por un "amejoramiento del Fuero", que sí está en vigor.
En 1954 publica De la guerra y de la paz, libro en el que d'Ors expone su filosofía jurídica, que definió como realista por oposición al idealismo y al positivismo. En este libro se dedica a repensar el "trágico y grandioso problema de la guerra" y se adentra, más allá de la filosofía jurídica y la teoría política, en el campo de la Teología política.
Otros aspectos del ideario orsiano, se centran en la crítica al concepto subjetivo del derecho, donde se advierte el influjo de Michel Villey, que le llevaba a cuestionar el estatuto jurídico de los llamados derechos humanos y las declaraciones de derechos del hombre; en la crítica a la secularización de raíz europeizante y al concepto de Estado; en la crítica al consumismo capitalista; en la cuestión de la posesión del espacio estatal y sus matizaciones sobre los conceptos de región y nación, autarquía y autonomía, etc.

### Críticas
La teoría orsiana del créditum despertó la crítica de muchos romanistas. D'Ors dedicó un esfuerzo notable a dar respuesta a dichas críticas en diversos artículos, recensiones y reflexiones. Célebre es, en este sentido, la sucesión de artículos de la década de 1970 denominados Réplicas Panormitanas, en las que d'Ors defendió sus posiciones frente a Bernardo Albanese y sus discípulos.

## Distinciones

#### Órdenes
- Cruz de la Orden de Alfonso X el Sabio (1974) al mérito docente.
- Gran Cruz de la Orden de San Raimundo de Peñafort (1998).

## Reconocimientos

### Doctoradoshonoris causa:
- Doctorado honoris causa por la Universidad de Toulouse (1972).

- Doctorado honoris causa por la Universidad de Coímbra (1983).

- Doctorado honoris causa por la Universidad Roma-La Sapienza (1996).

### Premios
- Premio Nacional de Literatura (1954) por su obra De la guerra y de la paz.
- Premio Nacional de Investigación (1972).
- Medalla de Oro de la Universidad de Navarra (1990).
- Premio de Humanidades y Ciencias Sociales de la Sociedad de Estudios Vascos Eusko Ikaskuntza (1996).
- Premio Príncipe de Viana de la Cultura (1999).

En 2020, el Instituto Cultura y Sociedad (Universidad de Navarra) creó en su memoria la Cátedra Álvaro d'Ors de Derecho, Cultura y Sociedad.

## Relevancia
Su figura es quizá más conocida internacionalmente como romanista y epigrafista, sin embargo, no debe olvidarse su actividad científica en otros campos del pensamiento jurídico como la historia del derecho español, la filosofía jurídica, la metodología de las ciencias, el derecho canónico y el derecho civil, especialmente en el ámbito del derecho foral de Navarra.

### Obras de Álvaro d'Ors
La siguiente es una lista parcial de las obras de Álvaro d'Ors
- Presupuestos críticos para el estudio del Derecho romano (Salamanca 1943)
- Tres temas de la guerra antigua (Madrid, 1947)
- Option servi, (Madrid, 1947)
- Introducción al estudio de los documentos del Egipto romano (Madrid 1948)
- La formación histórica de los tipos contractuales romanos, (Madrid, 1950)
- Los romanistas ante la actual crisis de la ley, (Madrid, 1952)
- Epigrafía jurídica de la España romana (Madrid 1953)
- De la guerra y de la paz (Madrid, 1954)
- Panegírico de Trajano, (Madrid, 1955)
- Forma de gobierno y legitimidad familiar (Madrid, 1960)
- El Código de Eurico. Edición y palingenesia (Madrid-Roma, 1960)
- Papeles del oficio universitario (Madrid, 1961)
- La era hispánica, (Madrid, 1962)
- Introducción a la crítica del arte. Tres lecciones en el Museo del Prado, (Madrid, 1963)
- Sistema de las ciencias I-IV (Pamplona, 1969-1977)
- Inauguratio(Santander, 1973)
- Escritos varios sobre el Derecho en crisis (Madrid, 1973)
- Introducción al estudio del Derecho (Chile, 1976)
- La acción del menor restituido (Madrid, 1979)
- Ensayos de teoría política (Pamplona, 1979)
- Nuevos papeles del oficio universitario (Madrid, 1980)
- La Ley Flavia municipal. Texto y comentario (Roma 1986)
- Prelección jubilar, (Santiago de Compostela, 1995)
- Las Quaestiones de Africano (Roma, 1997)
- Parerga histórica (Pamplona 1997)
- La violencia y el orden (2.ª ed., Madrid, 1998)
- La posesión del espacio (Madrid 1998)
- Nueva introducción al estudio del Derecho (Madrid, 1999)
- Crítica romanística (Santiago de Compostela, 1999)
- Derecho y sentido común (3.ª ed., Madrid, 2001)
- Bien común y enemigo público (Madrid, 2002)
- Derecho privado romano (10.ª ed., Pamplona, 2004)

### Sobre Álvaro d'Ors
- Pérez Gómez, Gabriel, Álvaro D'Orsː Sinfonía de una vida, Madrid, Rialp, 2020, 1ª, 697 pp. + 12 pp. de il. ISBN 978-84-321-5276-4[34]
- Pereira Menaut, Antonio-Carlos, «Un concepto orsiano de Constitución», Revista de Derecho, Pontificia Universidad Católica de Valparaíso, XXVI-II (publicado realmente en 2006), 315-326. ISSN 0716-1883.
- Domingo Osle, Rafael, «Álvaro d’Ors: una aproximación a su obra», Nuestro tiempo, vol. LX, núm. 615 (2005), pp. 16-43.
- Domingo Osle, Rafael, Álvaro d'Ors: una aproximación a su obra, Cizur Menor (Navarra), Aranzadi, 2005, 1ª, 128 pp. ISBN 84-9767-973-3.
- Álvaro d’Ors 1915-2004. Acto académico in memoriam, 26 de marzo de 2004, Pamplona, Facultad de Derecho. Universidad de Navarra, 2004, 1.ª,  79 pp. ISBN 978-84-8081-016-6.
- Fuenteseca, Pablo. «El profesor Álvaro d'Ors, maestro de romanistas», Revista de Derecho Privado, nov./dic. 2004, 679-683.
- D'Ors, Miguel, Álvaro d'Ors. In memoriam (Pamplona, 2004), pp. 33 ss.
- Alejandro Guzmán Brito, "Álvaro d'Ors (1915-2004)", en Revista de Estudios Histórico-Jurídicos 2004[35]
- Altuve, Fernán (ed.), Homenaje A.d'Ors, (Lima, 2001).